# 食 (天文現象)

1999年8月日全食的食甚，月球邊緣可見太陽的紅色日珥和日冕向外擴展的細絲。

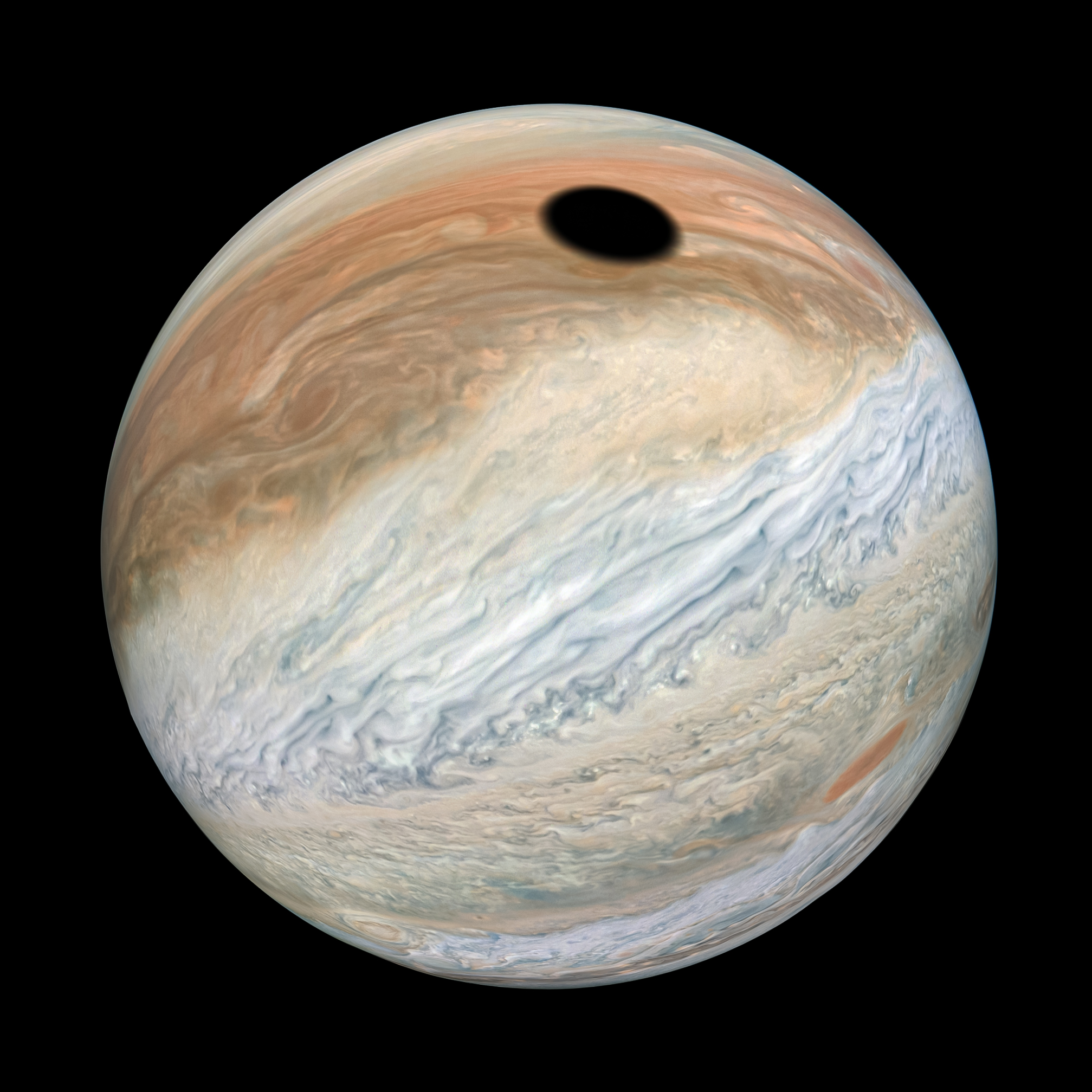
朱諾號探測器於2019年9月拍攝的木星，上方的巨大黑影是木衛一通過木星與太陽中間時投射的本影。

食，亦稱蝕，是一種天文事件，可以是一個天體進入另一個天體的影子，或是從觀測者和另一個天體之間穿越，而造成暫時的遮蔽現象。食是一種朔望的型態。
“食”這個字最常用在日食－月球的影子掠過地球的表面，或月食－月球進入地球的陰影內。然而，這個字眼也可以用在地月系統之外的事件：例如，某行星進入它的一顆衛星所造成的影子內，或是衛星進入它的母行星的陰影內，或是一顆衛星進入另一顆衛星的影子內。在聯星系統，當它的軌道平面和觀察者橫切時，也可能發生食的現象。

## 對衝點

當一個物體遮蔽光源時，會形成本影和半影。

當兩顆天體在恆星的同一側，像是行星和衛星，並且三者被排列在一條直線上時，食就會發生。比較靠近恆星的天體所產生的影子會落在較遠的天體上，使抵達後者表面的光度下降。輻射的星光完全被遮蔽掉的區域稱為本影，只有部分被遮蔽掉的區域稱為半影。
當觀測者在掩蔽者的本影內時，會發生全食。全食的最大階段會發生被掩蔽者完全被遮蔽的現象。在本影之外，掩蔽者只遮掉了來自光源的部份光線，將形成偏食。延伸在遮蔽者本影之外的陰影區域稱為半影，日食時在半影區域內的觀測者會認為月球看起來比太陽小。
對一個球體，當遮蔽者比恆星（光源）小時，本影會形成角錐，它的長度（L） 為：
{\displaystyle L\ =\ {\frac {r\cdot R_{o}}{R_{s}-R_{o}}}}
此處Rs是恆星的半徑，Ro是遮蔽者的半徑，而r是兩者之間的距離。地球影錐的平均長度L等於1.384×106 公里，遠大於地球與月球3.844×105 公里的平均距離，截面積也大於月球的截面。因此，月食時影錐可以將月球完全籠罩住。如果遮蔽者有大氣層，那麼有些星光會被折射進入本影區域內，這就會發生，例如，在月全食下的月球仍然會有泛著暗淡的微弱紅光的現象。
天文學上的凌也是一種對衝點的形式，但描述的情況有所不同，但較近觀測者的天體明顯的遠小於較遠的天體。同樣的，掩星也是一種對衝點的形式，但是較近天體的視直徑遠大於較遠天體的視直徑，並且當事件進行時較遠的天體會完全被遮蔽。
食的週期是將一系列的食用某一個時刻分開的時間間隔，當天體的軌道運行至再度出現某種和諧的模式時，週期就出現了。一個特殊的實例是沙羅週期，這就是經過6,583 天或比18年多一點的時間，日食或月食就會重複再出現，但是因為這個週期帶有畸零的天數，所以接續的食會發生在不同的地點上。

## 地月系統
只有當地球、月球和太陽幾乎在一條直線上時，才可能發生食，在太陽照射下的陰影在會投射在被食的天體上。因為月球軌道平面（白道）相對於地球的軌道平面（黃道）是傾斜的，食只能在這兩個平面交會的交點附近發生。太陽和地球每年有兩次與交線排列成一直線，因此圍繞著這個時間點，每年有兩個月的時間可以發生食，而在一個曆年中可以發生4次至7次的食。根據各式各樣食的重複出現，就可以訂出不同的週期，沙羅週期就是其中的一種週期。 

### 日食

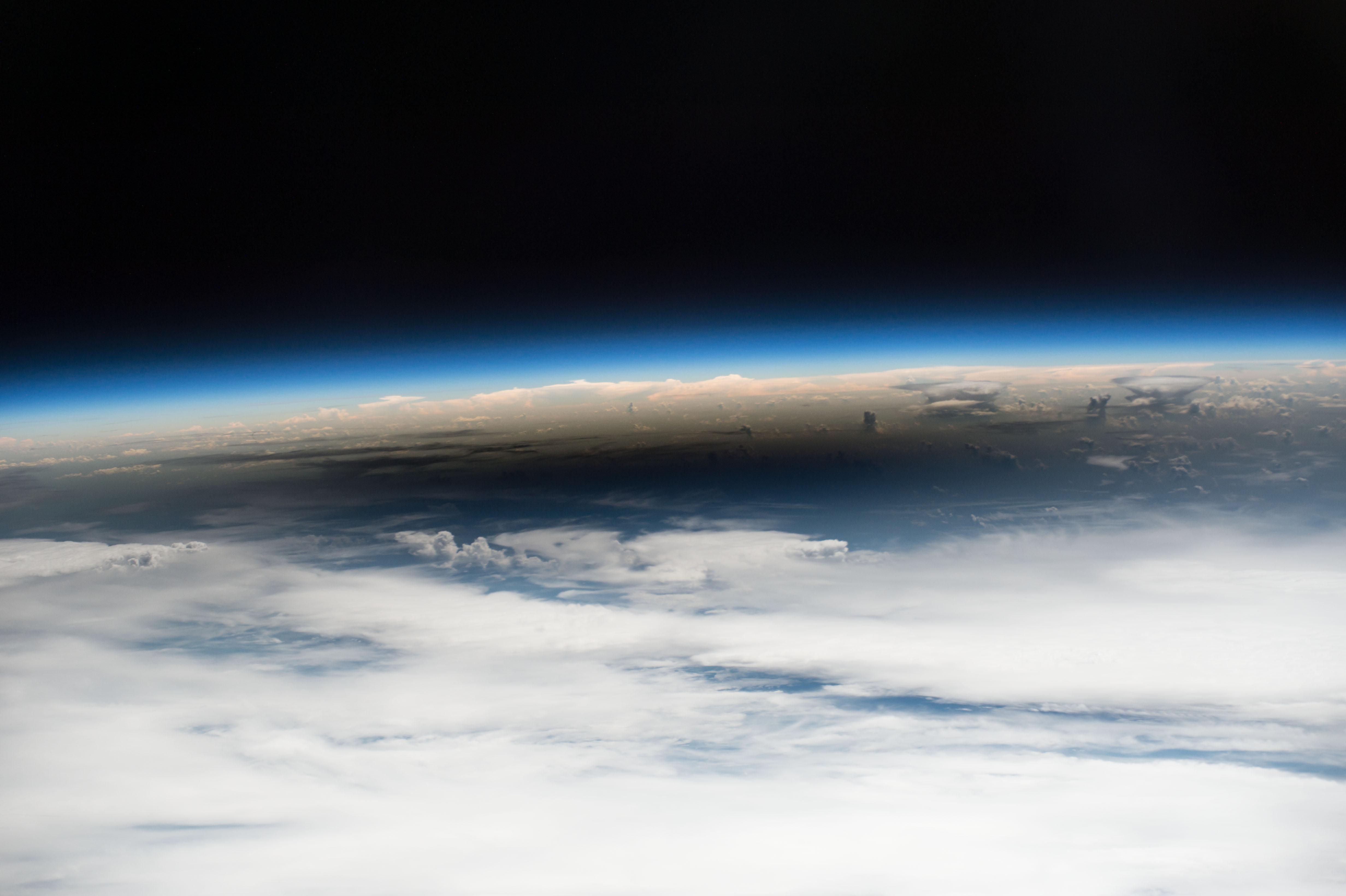
2017年8月日全食期間，從國際太空站所拍攝到地球上的本影。

太陽被月球食的現象稱為日食。日食的記錄從古老的時期就被保留了，在敘利亞出土的泥板塊就曾記錄了西元前1375年的一次日食；而保羅·格里芬則認為愛爾蘭的一塊石板上記錄了西元前3340年11月30日的一次日食；中國歷史上記錄的日食超過了4000年以上，並且被用來測量地球自轉速度的變化速率。日食時間的記錄也可以用來編排歷史紀錄年代的先後次序。
日食的種類取決於在事件發生時地球與月球之間的距離。在月球的本影投射到的地球表面上會出現日全食，當本影不能投射到地球上時，月球不能將太陽完全遮掉，而會在邊緣出現一圈光環，這就是日環食；偏食則是在半影區內看見的現象。
日全食只能在一條狹窄的軌跡上被觀察到，相對來說是短暫與簡短的事件。即使在最佳的環境下，日全食持續的時間只有7 分40 秒的時間，並且能看見的軌跡也只有250公里的寬度。但能看見偏食或全食的區域就大了許多，因為月球的本影以1,700 公里/小時向東移動，直到不再投影到地球表面為止。
在日食的過程中，有時月球能夠完美的遮蔽掉整個的太陽，這是因為從地球上看月球的視直徑與太陽的視直徑非常接近。其實，日食是一個錯誤的名稱，這種現象的正確名稱應該是太陽被月球遮蔽的掩日，或是地球被月球食的地食。

### 月食

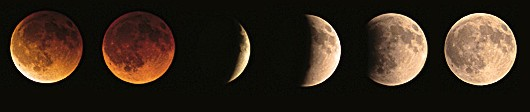
1996年4月4日月食從食既（最左）至復圓（最右）的各階段中，地球所見月球的變化

當月亮穿越地球的陰影時就會發生月食。因為這發生在月球遠離太陽的地球外側，所以只會出現在滿月的時候。不同於日食的是，月食發生時幾乎半個地球都能看見，因此對任何的一個的地點來說，月食比日食更為常見。月食持續的時間也比較長，完整的過程會經歷數個小時，即使是全食的階段也可以持續大約30分鐘，甚至長達一小時以上。
月食有三種類型：當月球只經過地球的半影區域時，稱為半影食；月球有一部份經過地球的本影時，稱為月偏食；若月球整個都進入本影區域內，就稱為月全食。月全食會經歷所有的三個階段，然而即使在全食的階段，月球的表面也不會完全的黯淡無光。通過地球大氣層的陽光會被折射進入地球的本影並且提供月球微弱的照明。和日落的情況一樣，大氣層會傾向於散射短波的光，因此被折射來照亮月球的光是長波的紅光。

## 其他行星

火星漫遊者機會號看見的火衛一凌日。

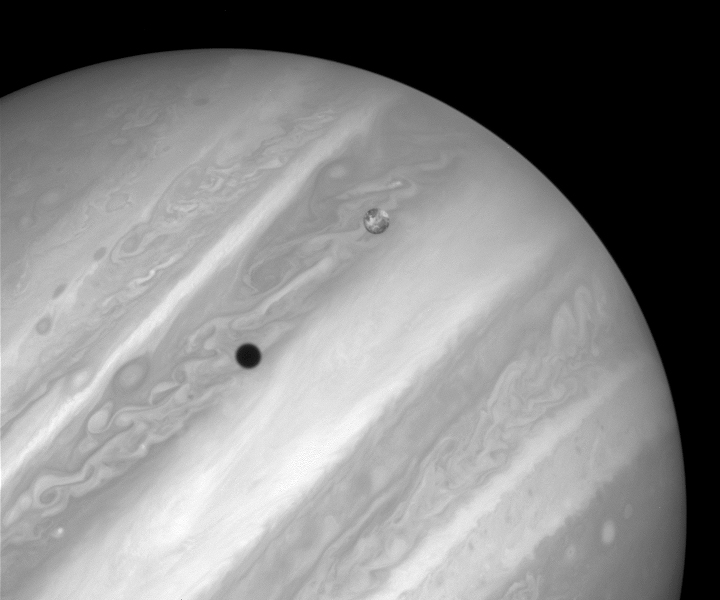
哈伯太空望遠鏡拍攝的木星和艾歐，黑點是艾歐的影子。

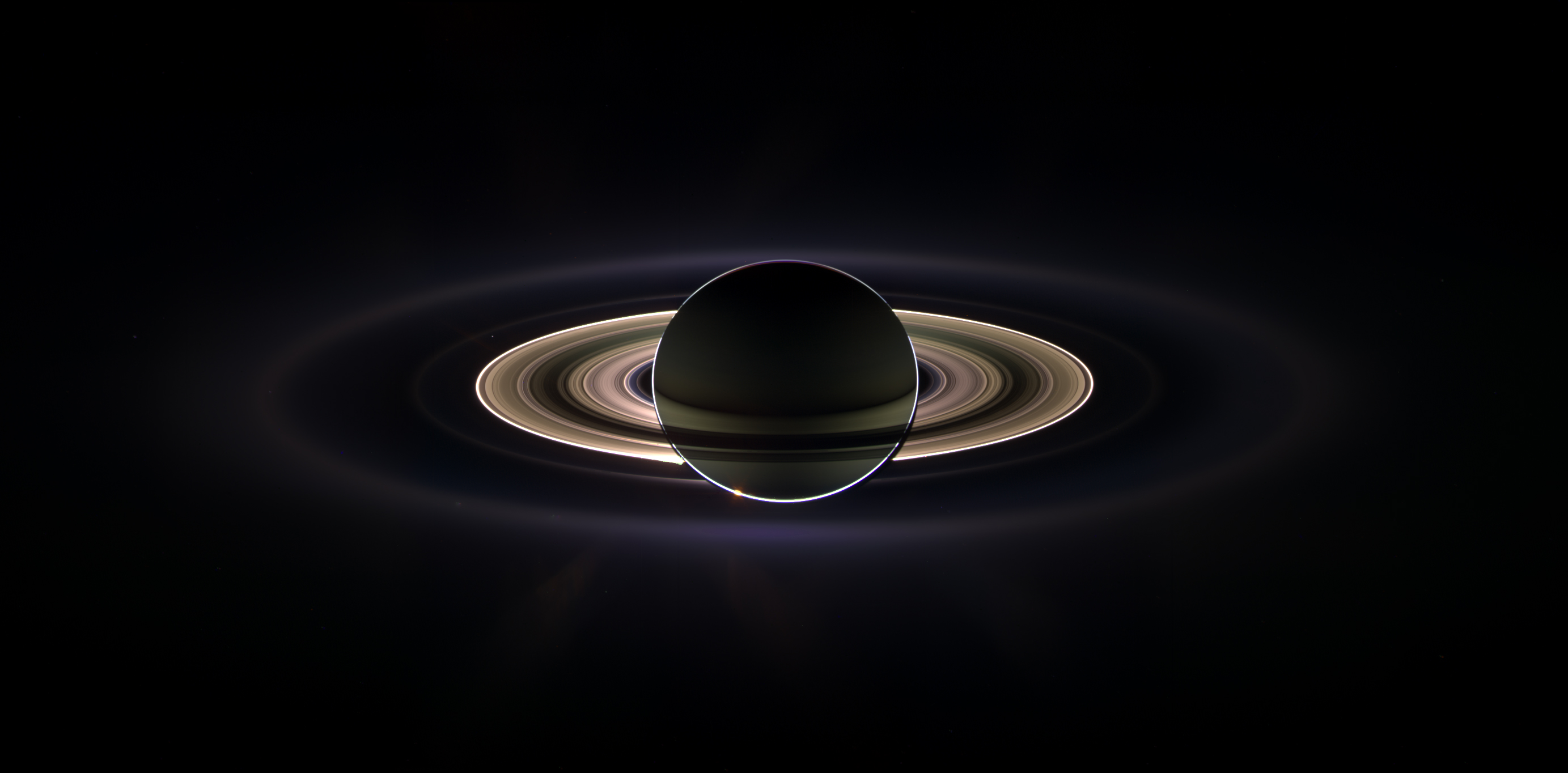
從卡西尼號太空船看見土星上的日食。

水星和金星因為沒有衛星，所以不可能發生食，但是兩者都會由太陽的前面掠過，形成凌日的現象。平均每世紀有3次水星凌日；金星凌日則是以8年的間隔成對發生，然後至少要過一世紀多的時間才會再出現下一對。
在火星，只可能發生日偏食，因為從火星的表面上看，在它們的軌道半徑上，這兩顆衛星的視直徑都不夠大，不足以完全遮蔽住太陽的盤面。然而，火星的月食不僅可能，而且非常頻繁，每個地球年都會發生數百次。但是火衛一食火衛二仍是非常罕見的。從火星表面和軌道上都曾經拍攝到火星食的現象。
類木行星（木星、土星、天王星和海王星）都有許多衛星，因此經常發生食的現象。最醒目的是木星，它有4顆巨大的衛星和低的轉軸傾角，因此這些天體會頻繁的在行星巨大的陰影內進出，造成頻繁的食相；凌的現象也會頻繁的發生，經常可以看見巨大的衛星投射在木星雲層頂端的圓形陰影。
一旦知道伽利略衛星的軌道元素，這些衛星被木星食的時間就可以準確的預測。1676年，奧勒·羅默預測11月16日的木衛一食的結束時間會比先前計算方法得到的結果早10分鐘，他認為這種延遲是光波從木星傳播到地球所需要花費的時間，因此最先證實光波以有限速度傳播，並且估計出了光速。
對其他三顆類木行星，因為衛星軌道對行星軌道平面的傾角很大，食只能在軌道上的一些段落上發生。例如，泰坦的軌道平面對土星赤道大約傾斜1.6°，因此只有在軌道平面交會的兩個點上才可能發生食。土星的公轉週期是29.5年，因此大約每隔15年才可能有發生食的機會。
木星衛星食的時刻也被觀測者用來計算地球上的經度。通過在地球上的標準經度（例如格林威治）對木衛食的時間預測，與觀測者以精確的地方時觀測的時間比較，因為每小時相當於15°的經度差，比較兩者的時間差就可以換算得到觀測者所在地的經度。這個技術在乔瓦尼·卡西尼重新繪製法國的地圖時就曾經使用過。
冥王星，有一顆在比例上非常巨大的衛星－凱倫，也有能發生食的時段，一系列的互食發生在1985至1990年間，這些日子中發生的事件使得我們第一次可以準確的測量這兩個天體的物理參數。

## 食聯星
聯星系統包含了兩顆繞著共同質心在軌道上運動的天體，這兩顆恆星在太空中躺在共同的軌道平面上。當這兩顆星的軌道平面在非常靠近觀測者方向上排列成一直線時，就能觀察到這兩顆恆星相互交替的經過另一顆的前方。結果是造成一種稱為食聯星的外因變星。
食聯星的最大光度等同於兩顆星個別光度的總和。當其中一顆經過另一顆的前方時，這個系統的視光度會下降，一旦兩顆星不再對齊在一起，光度就會恢復正常。
第一顆被發現的食聯星是在英仙座的大陵五。這顆星平常的視星等是2.1等，但是每2.867天，這顆星的光度會降至3.4等9個小時。這是較暗的成員經過較亮的成員前方造成的。在1783年，約翰·古德利克向世人介紹了食聯星導致天體光度變化的觀念。

## 外部連結
- A Catalogue of Eclipse Cycles （页面存档备份，存于）
- Search 5,000 years of eclipses （页面存档备份，存于）
- NASA eclipse home page
- International Astronomical Union's Working Group on Solar Eclipses （页面存档备份，存于）
- Mark's eclipse chasing website （页面存档备份，存于）
- Interactive eclipse maps site （页面存档备份，存于）
- Dan McGlaun's Total Eclipse web site （页面存档备份，存于）
- Why do Hindus believe that the mythological demons Rahu and Ketu cause solar eclipses?
- May 18, 1920 5:22-5:33 eclipse John Paul II （页面存档备份，存于）

### 影像集
- The World at Night Eclipse Gallery （页面存档备份，存于）
- Solar and Lunar Eclipse Image Gallery （页面存档备份，存于）
- Williams College eclipse collection of images （页面存档备份，存于）
- Prof. Druckmüller's eclipse photography site （页面存档备份，存于）
- Eclipses: 20 Amazing Photos — slideshow by Life magazine